# ロレーヌワイン
ロレーヌワイン（英語：Lorraine wine）は、フランス北東部、ドイツおよびルクセンブルクと国境を接するロレーヌ地方で生産されるワインである。

## AOCワイン
1998年3月31日に、Côtes de ToulがAOC（原産地名統制ワイン）に指定された。ムルト＝エ＝モゼル県の県庁所在地ナンシーの西方、トゥールの近くの8つの村にある110haの畑から、年間4500hℓ（フルボトルで60萬本）のワインが生産されている。
その大部分は、ヴァン・グリ（vin gris, 灰色のワイン）と呼ばれるもので、黒ぶどう（赤ぶどう）から造られる白ワインである。ピノ・ノワール85％以上、残りはガメ種のぶどうで醸造される。
そのほかに、オーゼロワ、オーバン・ブラン種による白ワインや、ピノ・ノワール種による赤ワインも作られている。
さらに、VDQSワインのモーゼル（Moselle)は、2011年にAOCに昇格した。赤白ロゼを作ることができる。Moselleはドイツワインで有名なMoselのフランス読みであり、モーゼル川の源流がヴォージュ山脈の西側でロレーヌ地方に近いところにある。
I.G.P.のコート・ド・ムーズ（Côtes de Meuse)　がある。

## 流通
ぶどう栽培の北限であり、ワインは非常に軽く、AOCのワインでもそれほど市場性のあるものではないため、輸出はもとより、フランスでも地元以外ではほとんど流通していない。